# Veronica montbretii
Veronica montbretii är en grobladsväxtart som beskrevs av M. A. Fischer. Veronica montbretii ingår i släktet veronikor, och familjen grobladsväxter. Inga underarter finns listade i Catalogue of Life.